# Bottle Island

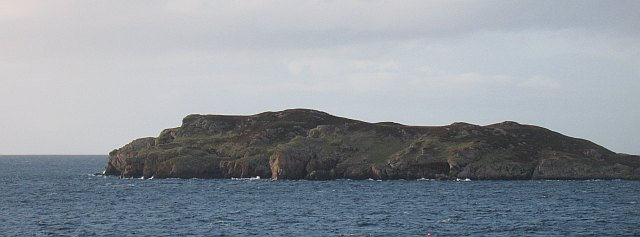
Costa meridional de Bottle Island.

Bottle Island és una illa pertanyent a l'arxipèlag de les Summer Isles, un grup d'illes pertanyents a les Hèbrides Interiors, a Escòcia. Estan situades en el mar de les Hèbrides, en el Loch Broom, amb latitud 57° 57′ 50″N i longitud 5° 27′00″0.
Administrativament pertanyen al council area de Highlands.. El punt més alt de Bottle Island es troba a 36 msnm. En la costa sud de l'illa es troba una platja sorrenca de més de 30 metres de llarg. L'illa es troba deshabitada.
És un lloc popular per practicar el submarinisme.